# Sistema Satelital Morelos

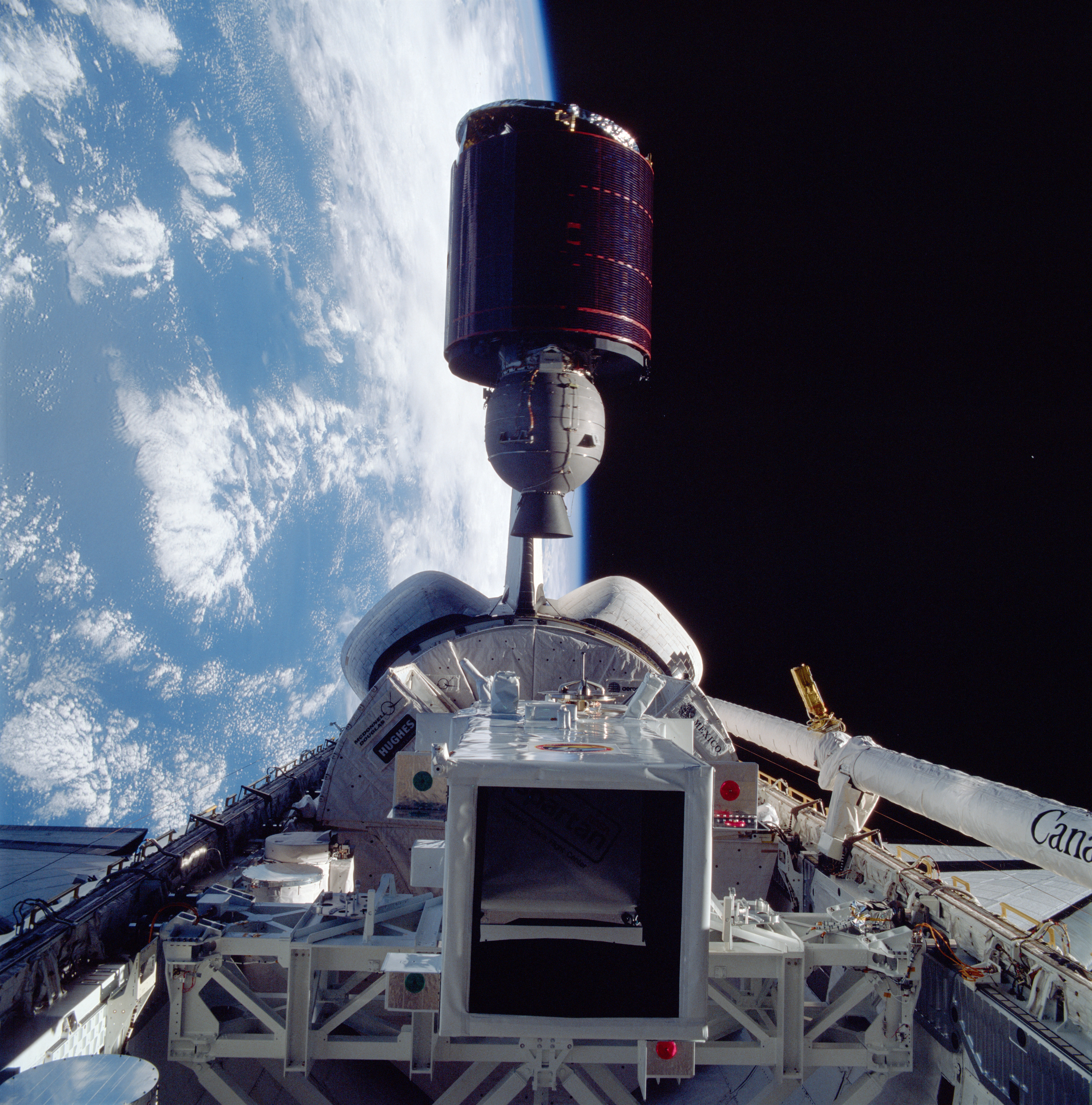
Despliegue del Morelos 1 en la misión STS-51G para el transbordador Discovery.

El Sistema Satelital Morelos fue una serie de satélites de comunicación mexicanos. Estuvieron en operación entre 1985 y 1998 para proveer servicios de telefonía, datos, y señales de televisión sobre el territorio de la República Mexicana y las áreas adyacentes. Fueron reemplazados por el Sistema de Satélites Solidaridad (Solidaridad I, lanzado el 17 de noviembre de 1993, y Solidaridad 2, lanzado el 17 de octubre de 1994) y, después de la privatización, por el sistema de satélites Satmex ya lanzado se determinó que su utilidad sería la siguiente.

## Historia
Debido al interés del gobierno mexicano de contar con un satélite de comunicaciones propio, a partir de 1979 se iniciaron los trámites para la obtención de una posición orbital geoestacionaria ante la Unión Internacional de Telecomunicaciones (UIT), para lo cual se realizaron acciones de coordinación con diversos países, de conformidad con el Reglamento de Radiocomunicaciones de la UIT.
Para 1982 se logró un acuerdo entre México, Canadá y Estados Unidos sobre las posiciones orbitales 113.5° W y 116.5° W, abriendo la posibilidad de ocuparlas con satélites híbridos, es decir, satélites que operaran en la banda “C” (4/6 GHz) y en la banda “Ku” (14/12 GHz).
En noviembre de 1982, con el fin de unificar las zonas rurales y urbanas de la nación y de dar respaldo a la Red Federal de Microondas, la cual ya operaba a su máxima capacidad, el gobierno mexicano a través de la Secretaría de Comunicaciones y Transportes contrató a la empresa Hughes Space and Communications Company, entonces filial de Hughes Aircraft Company (posteriormente adquirida por Boeing), para la fabricación del primer sistema doméstico de comunicaciones satelitales, conocido como Sistema Morelos, así como la construcción de un centro de control para operarlo. Contrato que para Hughes significó ser el primero en su tipo con un país latinoamericano. El costo del Sistema Morelos fue de 92 millones de dólares.
A finales de 1984, las posiciones orbitales mencionadas fueron notificadas e inscritas en el Registro Internacional de Frecuencias de la UIT, con lo cual México obtuvo el reconocimiento y protección internacional que lo faculta para ocuparlas y explotarlas.
En 1985, se ponen en órbita los Satélites híbridos Morelos I y Morelos II, los cuales integran el Sistema Satelital Morelos; ocupando México las posiciones orbitales 113.5° W y 116.8° W, respectivamente.
La comunicación provista por los satélites Morelos I y II únicamente se podía entablar con terminales remotas de gran tamaño, montadas en unidades terrestres de compleja operación y mantenimiento, utilizando tecnologías basadas en las bandas "C" o "Ku" que requerían permanecer inmóviles. Además, en las aguas territoriales no había cobertura.
En mayo de 1988, se alcanzó un nuevo acuerdo trilateral entre México, Canadá y Estados Unidos que reemplazó al de 1982. En ese acuerdo se determinó que México ocuparía con satélites híbridos en las bandas “C” y “Ku”, tres posiciones orbitales distintas a las ocupadas por los satélites Morelos I y II, a saber: 113°W, 114.9°W y 116.8°W.
En 1990, ante la proximidad de la conclusión de la vida útil de los satélites Morelos I, la cual fue calculada para fines del año de 1993 y para el Morelos II, en 1994, se planteó una estrategia para minimizar las correcciones de su órbita, por lo que se logró alargar la vida útil de este último hasta el año 2004.
La SCT, el Instituto Mexicano de las Comunicaciones (IMC) y Telecomm, determinaron reemplazarlos con los satélites Solidaridad 1 y 2. El satélite Morelos I fue desorbitado el 5 de marzo de 1994 y el Morelos II el 14 de junio de 2004.

## Satélites
- Morelos I (lanzado en junio de 1985).

- Morelos II (lanzado en noviembre de 1985, en servicio hasta julio de 1998).
- Morelos III Aunque el satélite Mexsat 2 también conocido como Morelos III nunca formó parte del Sistema Satelital Morelos, lleva este nombre en honor a sus dos antecesores.